# (I Can't Get No) Satisfaction
"(I Can't Get No) Satisfaction" er en hitsang, som blev skrevet af Mick Jagger og Keith Richards, og produceret af Andrew Loog Oldham. Rolling Stone stemte sangen ind på en 2. plads på deres liste over de 500 bedste rock and roll sange overhovedet . Sangen blev først udgivet som single i USA den 6. juni 1965, og var også at finde på den amerikanske version af Rolling Stones' Out of Our Heads, udgivet juli samme år. “Satisfaction” var et kæmpe hit, og gav The Stones deres første nummer 1. i USA. I Europa blev sangen i begyndelsen kun spillet på piratstationer, fordi dens tekst blev betragtet som for seksuel antagende. Den engelske version af Out Of Our Heads indeholdt ikke “Satisfaction”, da sangen blev udgivet som single i august 1965 – det var ikke standard i England på det tidspunkt, at albummer indeholdt sange fra singler. Singlen skød ligesom før ind på en 1. plads på den UK Singles Chart; det var The Rolling Stones fjerde engelske nummer 1.
Jagger krediterede senere “Satisfaction” for at have gjort The Rolling Stones populære, og foreslog at succesen kom fra, at den reflekterede ”tidens ånd”. Sangens tema inkluderer samleje og reklamer.

## Inspiration
Under The Rolling Stones fjerde tour i USA, 1965, kom Keith Richards op med guitarriffet til sangen. The Stones boede på Fort Harrison Hotel i Clearwater, Florida, på denne del af touren, og en nat vågnede Richards pludselig op, tændte for en båndoptager, og indspillede omgående startriffet på sin guitar til “Satisfaction'” før han gik i seng igen.
Senere tog Richards stykket med til studiet hvor The Rolling Stones indspillede. Mick Jagger fik straks smag for riffet, men Richards var urolig for, at det lød for meget som Martha and the Vandellas sang “Dancing in the Street” (tilfældigvis ville Jagger senere cover dette nummer ”Dancing in the Street” sammen med David Bowie i 1985 til en velgørenhedssingle). I et senere interview sagde Jagger:
| Citat | Jeg tror, at Keith troede at det var en smule for simpelt. Han var for tæt på det, og følte bare at det var et lille fjollet riff. | Citat |
|       | |       |

 Jagger skrev teksten, og prøvede at lave en udtagelse omkring de stødende reklamer som de engelske Stones havde set i Amerika. Richards sagde om sangskrivning til “Satisfaction”:
| Citat | Mick skrev ordene der sagde alting, og jeg skrev riffet. Jeg vågnede op i sengen med dette, og jeg tænkte:” Jeg må skrive det ned. | Citat |
|       | |       |

Richards beskrev senere sin mening om sangen:
| Citat | Det var bare et riff… Jeg vågnede op midt om natten, lagde det ind på en kassette. Jeg syntes det var godt dengang. Lagde mig for at sove og vågnede op igen, det virkede som om det kunne være nyttig som nummer til et album. Det var det samme når det var med Mick på det tidspunkt. Det går, da-da, da-da… og ordene jeg havde skrevet til riffet var "I can't get no satisfaction". Men det kunne ligeså godt have været ”Auntie Millie's Caught Her Left Tit in the Mangle. | Citat |
|       | |       |

 Det har været forslået, at de havde taget den originale titel fra Chuck Berrys "30 Days", men de har ikke bekræftet dette. Imidlertid lyder Berrys tekst "I don't get no satisfaction from the judge" .

## Udgivelse og succes
The Stones begyndte hurtigt at indspille sangen, de påbegyndte det kun fem dage efter Jagger var blevet færdig med sangens tekst, den 10. maj 1965, på Chess Studios i Chicago. Det var en akustiske version, og Jagger havde en mundharmonika solo. Der blev gjort et forsøg til den 11. og 12. maj på RCA Studios i Hollywood. Denne gang lykkedes det da Richards tilføjede Gibson Maestro fuzzbox, hvilket han lige havde fået. Han troede det ville holde lyden af guitaren assisterede af den hornblæsere han havde planlagt til “Satisfaction”, men effekten var ikke den ønskede. Modstræbende for at medtage dette på udgivelsen foreslog han, at undgå nogle andre brug af fuzzbox. De andre Stones syntes den effekten forvrængningen skabte var god, og til slut nedstemte de Richards .
Ironisk nok at selvom han havde drømt om riffet der skabte hittet (ligesom Paul McCartney drømte om ”Yesterday”), blev mange af Richards ideer til “Satisfaction” imidlertid droppet, inklusiv den hornblæser han ville havde haft med .

## Coverversion
Et utal af coverversioner af “Satisfaction” er blevet produceret. Den mest succesfulde er Otis Reddings soulversion af sangen fra hans album Otis Blue: Otis Redding Sings Soul, (1966). Denne version har skiftet guitarriffet ud med horn, ligesom Richards originalt havde intentioner om. Reddings cover blev indspillet i juli 1965, kun to måneder efter The Stones single var blevet udgivet .
Islandske Björk og den britiske rocksanger PJ Harvey opførte den langsommere, tungere version af sangen til Brit Award i 1994. . Björk havde tidligere fået tilbudt at optræde med enten Meat Loaf eller David Bowie, men hun afslog og beskrev sådanne sammenarbejder som "… to ting du kan lide, ligesom chokolade og løg, men måske kan man ikke koge den samme ret ud af det".
Det amerikanske børneprogram Sesame Street havde omskrevet sangen til "I Can't Get No Cooperation” .
I maj 2000 coverede Britney Spears “Satisfaction” på sit album Oops!...I Did It Again. Til MTV Video Music Awards 2000, fremførte Spears albummets titelsang og “Satisfaction”..
Den 11. september, 2004, sang Prince sangen med eneste instrument en akustisk guitar på HP Pavilion i San Jose, Californien.